# Unknown Mortal Orchestra
Unknown Mortal Orchestra es un grupo de rock neozelandés, formado principalmente por el cantante, guitarrista y compositor Ruban Nielson y el bajista Jake Portrait. Su primer álbum fue lanzado en 2011 bajo el sello Fat Possum Records, mientras que los cuatro siguientes lo hicieron con Jagjaguwar.

## Miembros
- Ruban Nielson - Voz, guitarra
- Jake Portrait - Bajo eléctrico
- Kody Nielson - batería

## Discografía

#### Álbumes de estudio
- 2011: Unknown Mortal Orchestra
- 2013: II
- 2015: Multi-Love
- 2018: Sex & Food
- 2019: IC-01 Hanoi
- 2023: "V"

#### EP
- 2013: Blue Record